# Toiletsæde
Et toiletsæde er det stykke af et toilet, hvorpå man sætter sig, og som i de fleste tilfælde kan slås op. Sædet findes i mange forskellige materialer, men i dag er plastik det mest udbredte.
- Wikimedia Commons har flere filer relateret til Toiletsæde